# Daria Pogorzelec
Daria Pogorzelec (ur. 20 lipca 1990 w Gdańsku) – polska judoczka kategorii ciężkiej; uczestniczka igrzysk olimpijskich w Londynie (2012).
Jest żołnierzem Marynarki Wojennej w stopniu starszego marynarza.

## Osiągnięcia
- miejsce na Światowych Wojskowych Igrzyskach Sportowych (2011) w Rio de Janeiro[1];
- miejsce na Młodzieżowych Mistrzostwach Europy (2010) w Sarajewie;
- miejsce na Wojskowych Mistrzostwach Świata (2013) w Astanie[2];
- 5. miejsce na Mistrzostwach Europy (2010) w Wiedniu.